# 6381 Toyama
6381 Toyama (tên chỉ định: 1988 DO1) là một tiểu hành tinh vành đai chính. Nó được phát hiện bởi Tetsuya Fujii và Kazuro Watanabe ở Đài thiên văn Kitami ở Hokkaidō, Nhật Bản, ngày 21 tháng 2 năm 1988. Nó được đặt theo tên Miyuki Toyama, nhà thiên văn học nghiệp dư Nhật Bản và nhà minh họa không gian.